# Chris Iwelumo
Christopher Robert „Chris“ Iwelumo (* 1. August 1978 in Coatbridge) ist ein ehemaliger schottischer Fußballspieler.

## Sportlicher Werdegang
Der in der Nähe von Glasgow in Coatbridge geborene Iwelumo begann im August 1996 seine Profikarriere als „Fußballlehrling“ beim FC St. Mirren. Er schoss anlässlich seines Debüts im schottischen Ligapokal am 13. August 1996 gegen die Berwick Rangers ein Tor zum 4:0-Sieg. Auf den sportlichen Durchbruch wartete er beim damaligen Zweitdivisionär jedoch vergeblich und bei seinen raren Ligaeinsätzen gelang im bis zum Ende der Spielzeit 1997/98 kein Treffer.
Bereits im jungen Alter zeigte Iwelumo eine gewisse Reisefreudigkeit und der gerade 20 Jahre alt gewordene Mittelstürmer nahm ein Angebot des dänischen Klubs Aarhus Fremad an, der zu dieser Zeit in der national höchsten Spielklasse aktiv war. Bereits in seinem ersten Jahr in Dänemark musste Iwelumo den Abstieg hinnehmen und im Februar 2000 erteilte ihm die Vereinsführung wieder die Freigabe für einen Wechsel. Mit insgesamt vier Treffern in 27 Meisterschaftsspielen war auch bei seiner zweiten Station die Stürmerausbeute mager. Es folgte eine kurze Probezeitphase bei Preston North End, die zu keinem Ergebnis führte. Stattdessen unterzeichnete Iwelumo beim englischen Drittligisten Stoke City einen neuen Kontrakt – die Ablösesumme gegenüber Aarhus Fremad betrug 25.000 Pfund.
Am 18. März 2000 kam er gegen die Wycombe Wanderers erstmals in der englischen Profiliga zum Zuge und nach insgesamt vier Pflichtspieleinsätzen in der ausgehenden Saison 1999/2000 traf er bereits zu Beginn der Spielzeit 2000/01 einmal im Ligapokal gegen den Viertligisten York City. Genau zu diesem Gegner wechselte Iwelumo im November 2000 auf Leihbasis, da die regelmäßigen Einsätze auch bei den „Potters“ zunächst ausblieben. Nahezu nahtlos nach dem Ende der Frist im Februar 2001 schloss sich eine weitere 1-Monats-Ausleihe mit Viertligakonkurrenten Cheltenham Town an, für den er bereits drei Tage nach seinem letzten Spiel für York City auf dem Platz stand. In der Saison 2001/02 spielte sich Iwelumo schließlich immer besser in die von Guðjón Þórðarson betreute Mannschaft von Stoke City. Er schoss am 21. Oktober 2001 den Ausgleich im Derby gegen Port Vale, erzielte binnen eines Monats sechs Tore in sieben Pflichtspielen und war mitverantwortlich dafür, dass Stoke City der Aufstieg in zweitklassige Football League Championship gelang. Angesichts der im Verein als erfreulich bezeichneten Fortschritte erhielt der Iwelumo im März 2002 eine Vertragsverlängerung um weitere zwei Jahre. Bis zum Ende des Jahres 2003 war er auch in der zweiten Liga dauerhaft im Einsatz, bevor er im Januar 2004 plötzlich auf die Transferliste gesetzt wurde. Der FC Barnsley zeigte sich grundsätzlich interessiert; handelseinig wurde man sich aber stattdessen erst im März 2004 mit dem Drittligisten Brighton & Hove Albion, den Iwelumo in den abschließenden Spielen auf Leihbasis im letztlich erfolgreichen Aufstiegskampf verstärkte.
Iwelumo lehnte einen neuen Zweijahresvertrag in Brighton ab und wechselte stattdessen ablösefrei nach Deutschland in die 2. Fußball-Bundesliga zu Alemannia Aachen, wo man ihm aufgrund der kurz zuvor erreichten DFB-Pokalfinalteilnahme auch internationale Perspektiven im UEFA-Pokal anbot. Unter Trainer Dieter Hecking kam er in Aachen aber über den Status eines Ergänzungsspielers nicht hinaus und er absolvierte sämtliche Pflichtspiele nur über Einwechselungen. Das „Abenteuer Deutschland“ endete so bereits nach einem Jahr und bei seiner Rückkehr nach England schloss er sich im Juli 2005 dem Drittligisten Colchester United an. Bei seiner neuen Station gelang ihm bereits der dritte Aufstieg innerhalb von vier Jahren und am 28. November 2006 erregte er größeres Medieninteresse mit seinen vier Toren zum 5:1-Sieg gegen Hull City. Am Ende der Saison 2006/07 stand ein respektabler zehnter Platz für den Aufsteiger zu Buche.

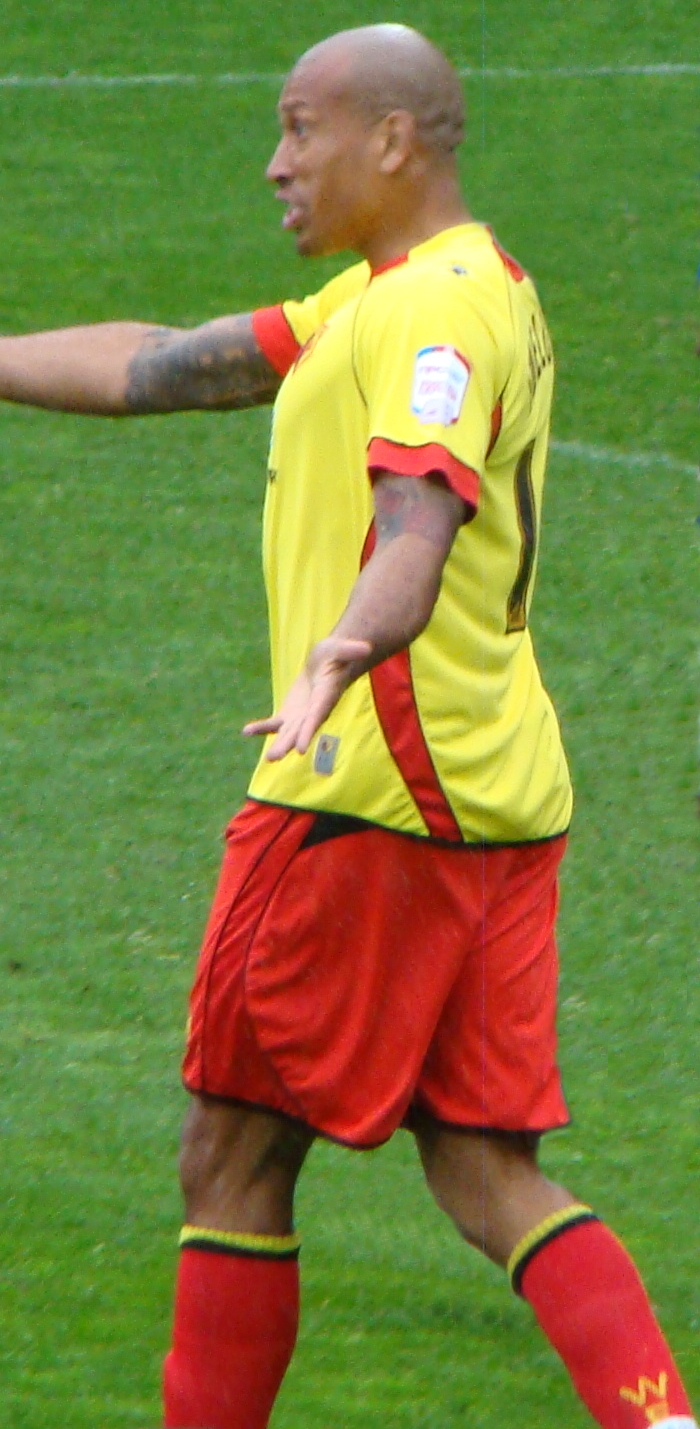
Iwelumo im Jahr 2012

Trotz dieser Achtungserfolge sah Iwelumo seine Zukunft nicht in Colchester und so heuerte er im Mai 2007 stattdessen ablösefrei beim Zweitligakonkurrenten Charlton Athletic an. Er etablierte sich auf Anhieb in der Stammformation der „Addicks“, wurde zum besten Torschützen seines neuen Klubs und erhielt im November 2007 die Auszeichnung zum besten Zweitligaspieler des Monats, als ihm in zwei aufeinander folgenden Partien „Last-Minute-Siegtreffer“ gelungen waren. Im Rahmen eines Kostensenkungsprogramms ließ Charlton seinen neuen Erfolgsspieler jedoch nach einem Jahr wieder ziehen und so unterzeichnete Iwelumo bereits im Juli 2008 einen neuen Vertrag beim Zweitligaaufstiegsaspiranten Wolverhampton Wanderers.
Iwelumo zeigte sich zu Beginn der Aufstiegssaison 2008/09 in einer guten Frühform, die ihm November 2008 ein zweites Mal die Auszeichnung zum besten Ligaspieler einbrachte. Am 20. September 2008 waren ihm zuvor drei Tore zum 3:1-Auswärtssieg in einer Partie bei Preston North End gelungen, die dennoch unrühmlich mit einer roten Karte für Iwelumo nach einem Kopfstoß gegen Sean St. Ledger geendet und in eine Drei-Spiele-Sperre gemündet hatte. Eine anschließend 16 Partien andauernde Torflaute beendete er gegen seinen alten Klub aus Charlton; kurze Zeit später endete seine Saison gegen Birmingham City nach einem harten Foul von Lee Carsley vorzeitig. Mit einem Mittelfußbruch war er auch zu Beginn seiner ersten Premier-League-Saison in der Spielzeit 2009/10 außer Gefecht gesetzt.
Er debütierte am 24. Oktober 2009 in der höchsten Spielklasse für die Wolves, als er im Heimspiel gegen Aston Villa in der 86. Minute als Einwechselspieler für Sylvan Ebanks-Blake aufs Spielfeld lief. Eine Woche später zog er sich im Auswärtsspiel bei Stoke City eine Fußverletzung zu, die ihn für einen Monat außer Gefecht setzte. Auch nach seiner Genesung lief es für den Angreifer nicht wie gewünscht und er blieb in zehn Pflichtspielen für Wolverhampton ohne Torerfolg. Am 13. Februar 2010 wurde sein Wechsel auf Leihbasis für einen Monat zu Bristol City bekannt gegeben. Bei seinem dritten Einsatz für Bristol am 21. Februar 2010 erzielte er im Heimspiel gegen West Bromwich Albion seinen ersten Saisontreffer. Iwelumo traf dabei zum 1:1-Ausgleich, die Partie endete mit einem 2:1-Sieg für Bristol City. Mitte März kehrte er wieder zu den Wolves zurück und lief in der Folge regelmäßig als Einwechselspieler aufs Feld. Nichtsdestoweniger gab ihn der Klub im Juni 2010 an den frisch in die Zweitklassigkeit abgestiegenen FC Burnley ab. Dort unterzeichnete Iwelumo einen Zweijahresvertrag; zu den Ablöseformalitäten vereinbarten die beteiligten Parteien Stillschweigen.
2011 wechselte er dann weiter zum FC Watford, wurde aber später von dort an Notts County und Oldham Athletic verliehen. Dann ging er von dort zu Scunthorpe United und ein halbes Jahr später heuerte Iwelumo beim FC St. Johnstone an. Seine Karriere beendete er im Sommer 2014 als Spieler des FC Chester.

## Schottische Nationalmannschaft
Die erste Nominierung in den Kader der schottischen Nationalmannschaft erhielt Iwelumo anlässlich einer Tournee durch Südkorea im Jahr 2002, die er jedoch aufgrund der Play-off-Teilnahme seines damaligen Vereins Stoke City absagen musste. Erst fünf Jahre später kam er in einer Partie der schottischen B-Elf gegen das irische Pendant zu einem Auswahlspiel – es endete mit einem 1:1-Remis.
Zu seinem ersten A-Länderspiel kam er am 11. Oktober 2008 in der WM-Qualifikation gegen Norwegen im heimischen Hampden Park (0:0). Unfreiwillig hielt er sich mit diesem Einsatz ab der 57. Minute nachhaltig in Erinnerung, als er freistehend aus kürzester Entfernung das Tor verfehlte. Aufgrund einer kontroversen Aussage des schottischen Verbandspräsidenten George Peat wurde Iwelumo für das Verpassen der Qualifikationsplätze hauptverantwortlich gemacht – Peat relativierte seinen Kommentar später damit, dass er lediglich derartige „Millimeter-Entscheidungen“ als Grund für den Unterschied zwischen Erfolg und Misserfolg herausstellen wollte. Am 19. November 2008 absolvierte Iwelumo in der Freundschaftsbegegnung mit Argentinien (0:1) sein erstes Länderspiel von Beginn an.